# Глибока (Голишмановський міський округ)
Глибо́ка (рос. Глубокая) — присілок у складі Голишмановського міського округу Тюменської області, Росія.
Населення — 123 особи (2010, 142 у 2002).
Національний склад станом на 2002 рік:
- росіяни — 77 %